# فرودگاه کاچادور

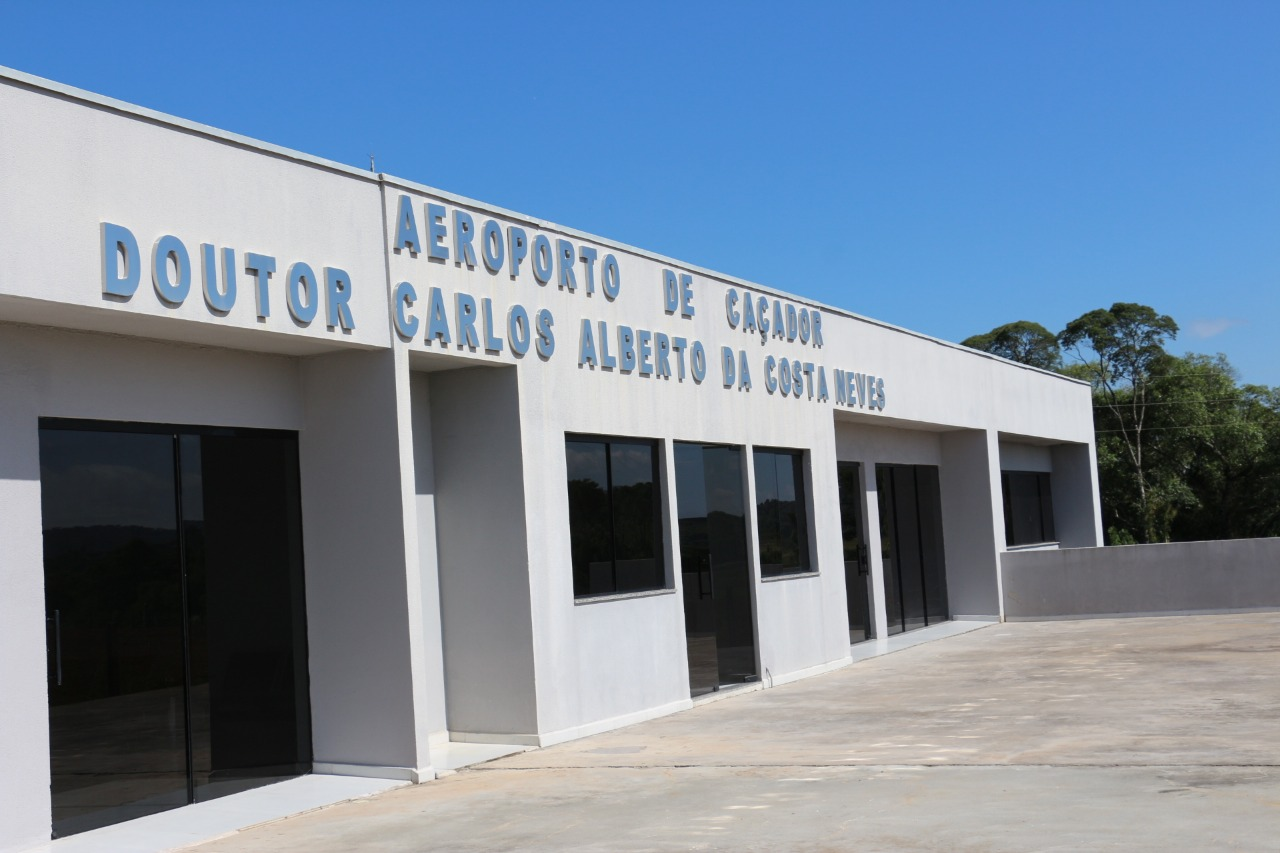
فرودگاه کاچادور

فرودگاه کاچادور (به انگلیسی: Caçador Airport) (به زبان بومی: Aeroporto Carlos Alberto da Costa Neves) یک فرودگاه همگانی مسافربری با کد یاتا CFC است که یک باند فرود آسفالت دارد و طول باند آن ۱۸۷۳ متر است. این فرودگاه در کشور برزیل قرار دارد و در ارتفاع ۱۰۲۹ متری از سطح دریا واقع شده‌است.